# Macrosiphoniella miestingeri
Macrosiphoniella miestingeri är en insektsart som först beskrevs av Carl Julius Bernhard Börner 1950.  Macrosiphoniella miestingeri ingår i släktet Macrosiphoniella och familjen långrörsbladlöss. Inga underarter finns listade i Catalogue of Life.